# Myanma Economic Bank
O Myanma Economic Bank (birmanês:  မြန်မာ့စီးပွားရေးဘဏ်; MEB quando abreviado) é um banco público comercial localizado em Mianmar (Birmânia).

## História
O Banco Econômico da Birmânia foi estabelecido como subsidiário do Banco Comercial do Estado (SCB) em 2 de abril de 1976, sob a Lei do Banco de 1975. A lei reverteu a lei de 1967 (Lei do Banco Popular da União da Birmânia de 1967), dividindo o Banco Popular em quatro bancos estatais separados, a saber, o Union of Burma Bank (UBB), o Burma Economic Bank (BEB), o Banco de Comércio Exterior da Birmânia (BFTB) e o Banco Agrícola da Birmânia (BAB). Em 1963, todos os bancos foram nacionalizados como resultado do Caminho Birmanês para o Socialismo. O governo birmanês já havia consolidado todos esses bancos nacionalizados no Banco Popular da União da Birmânia. No seu estabelecimento, o Banco Econômico da Birmânia foi formado para servir como a principal instituição bancária de recebimento de depósitos e bancos.
Em 1989, o Myanmar Investment and Commercial Bank (MICB) foi separado do MEB para fornecer serviços especializados de banco corporativo e de investimento. Em 1993, a Myanma Small Loans Enterprise (MSLE) foi separada do MEB.  O MEB e outros 4 bancos birmaneses foram autorizados a negociar com bancos estrangeiros só a partir de março de 2004.
Em dezembro de 2013, o Daiwa Securities Group e o Japan Exchange Group anunciaram um acordo de joint venture firmado com o Myanma Economic Bank para estabelecer a Bolsa de Valores de Yangon.